# Azerbeidzjan op de Olympische Zomerspelen 2012
Azerbeidzjan was een van de deelnemende landen aan de Olympische Zomerspelen 2012 in Londen, Verenigd Koninkrijk. Azerbeidzjan debuteerde op de Zomerspelen in 1996 en deed in 2012 voor de vijfde keer mee. Bij de Olympische Zomerspelen 2008 in Peking, China, werden in totaal zes medailles gewonnen, een gouden, een zilveren en vier bronzen medailles. In Londen zette Azerbeidzjan de beste olympische prestatie ooit neer: negen medailles, waarvan twee gouden.

## Medailleoverzicht
| Sport     | Olympiër             | Onderdeel                  | Medaille |
| --------- | -------------------- | -------------------------- | -------- |
| Worstelen | Toghrul Asgarov      | vrije stijl - 60 kg (m)    | Goud     |
| Worstelen | Sharif Sharifov      | vrije stijl - 84 kg        | Goud     |
|           |                      |                            |          |
| Worstelen | Rovshan Bayramov     | grieks-romeins -55 kg (m)  | Zilver   |
| Worstelen | Mariya Stadnik       | vrije stijl - 48 kg (v)    | Zilver   |
|           |                      |                            |          |
| Boksen    | Teymur Mammadov      | zwaargewicht (m)           | Brons    |
| Boksen    | Magomedrasul Majidov | superzwaargewicht (m)      | Brons    |
| Worstelen | Emin Amadov          | grieks-romeins - 74 kg (m) | Brons    |
| Worstelen | Yuliya Ratkevich     | vrije stijl - 55 kg (v)    | Brons    |
| Worstelen | Khetag Gazyumov      | vrije stijl, tot 96 kg (m) | Brons    |

## Deelnemers en resultaten
(m) = mannen, (v) = vrouwen 

### Atletiek
| Olympiër          | Onderdeel          | Resultaat | Prestatie                                      |
| ----------------- | ------------------ | --------- | ---------------------------------------------- |
| Hayle Ibrahimov   | 5000m (m)          | 9e        | serie 1: 1e in 13:25.23 finale: 9e in 13:45.37 |
| Dmitriy Marshin   | kogelslingeren (m) | 20e       | kwalificatie groep B: 9e met 72.85m            |
|                   |                    |           |                                                |
| Layes Abdullayeva | 5000m (v)          | 32e       | serie 2: 17e in 15:45.69                       |

### Boksen
| Olympiër              | Onderdeel | Resultaat | Prestatie |
| --------------------- | --------- | --------- | --- |
| Elvin Mamishzadeh     | -52kg (m) | 17e       | 1e ronde: V van MGL Tögstsogt: 11-18 |
| Magomed Abdulhamidov  | -56kg (m) | 9e        | 1e ronde: vrij 2e ronde: V van JPN Shimizu: scheidsrechterlijke beslissing                                                                |
| Heybatulla Hajialiyev | -64kg (m) | 17e       | 1e ronde: V van TUN Houya: 16-19 |
| Soltan Migitinov      | -75kg (m) | 9e        | 1e ronde: W van EGY Hikal: 20-12 2e ronde: V van BRA Falcão Florentino: 11-24                                                             |
| Vatan Huseynli        | -81kg (m) | 17e       | 1e ronde: V van ECU Góngora: 8-9 |
| Teymur Mammadov       | -91kg (m) | Brons     | 1e ronde: W van AUS Opetaia: 12-11 kwartfinale: W van BLR Karneyeu: 19-19 halve finale: V van ITA Russo: 13-15                            |
| Magomedrasul Majidov  | +91kg (m) | Brons     | 1e ronde: W van COD Mwamba: scheidsrechterlijke beslissing kwartfinale: W van RUS Omarov: 17-14 halve finale: V van ITA Cammarelle: 12-13 |
|                       |           |           | |
| Elena Vystropova      | -75kg (v) | 9e        | 1e ronde: V van NGR Ogoke: 12-14 |

### Gewichtheffen
| Olympiër          | Onderdeel  | Resultaat | Prestatie                                                   |
| ----------------- | ---------- | --------- | ----------------------------------------------------------- |
| Valentin Khristov | -56kg (m)  | DSQ       | trekken: 2e met 127 kg stoten: 2e met 159 kg totaal: 286 kg |
| Afgan Bayramov    | -69kg (m)  | DNF       | trekken: geen geldige poging                                |
| Sardar Hasanov    | -69kg (m)  | 8e        | trekken: 5e met 145 kg stoten: 8e met 176 kg totaal: 321 kg |
| Intigam Zairov    | -94kg (m)  | 6e        | trekken: 3e met 182 kg stoten: 7e met 215 kg totaal: 397 kg |
| Velichko Cholakov | -105kg (m) | DNS       | niet gestart vanwege blessure                               |
|                   |            |           |                                                             |
| Boyanka Kostova   | -58kg (v)  | 5e        | trekken: 3e met 105 kg stoten: 3e met 128 kg totaal: 233 kg |

### Gymnastiek
| Olympiër             | Onderdeel                | Resultaat            | Prestatie |
| Ritmische gymnastiek | Ritmische gymnastiek     | Ritmische gymnastiek | Ritmische gymnastiek |
| -------------------- | ------------------------ | -------------------- | --- |
| Aliya Garayeva       | individueel              | 4e                   | kwalificatie: 3e bal: 4e met 28,350 punten hoepel: 7e met 27,450 punten knotsen: 2e met 27,850 punten lint: 3e met 28,200 punten totaal: 111,850 punten finale: 4e bal: 5e met 27,825 punten hoepel: 6e met 27,925 punten knotsen: 4e met 27,575 punten lint: 4e met 28,250 punten totaal: 111,575 punten |
| Turnen               |                          |                      | |
| Shakir Shikhaliyev   | meerkamp individueel (m) | 40e                  | kwalificatie: 40e brug: 59e met 13,666 punten paard voltige: 53e met 12,866 punten rekstok: 69e met 10,633 punten ringen: 65e met 13,166 punten sprong: 46e met 15,433 punten vloer: 33e met 14,600 punten                                                                                                |

### Judo
| Olympiër         | Onderdeel  | Resultaat | Prestatie |
| ---------------- | ---------- | --------- | --- |
| Ilgar Mushkiyev  | -60kg (m)  | 17e       | 1e ronde: vrij 2e ronde: V van ARM Davtyan: waza-ari |
| Tarlan Karimov   | -66kg (m)  | 7e        | 1e ronde: vrij 2e ronde: W van RUS Mogushkov: yuko 3e ronde: W van EGY Awad: yuko kwartfinale: V van ESP Uriarte: yuko herkansingen: V van POL Zagrodnik: yuko    |
| Rustam Orujov    | -73kg (m)  | 8e        | 1e ronde: vrij 2e ronde: W van RSA van Zyl: waza-ari 3e ronde: V van RUS Isajev: ippon                                                                            |
| Elnur Mammadli   | -81kg (m)  | 32e       | 1e ronde: V van CAN Valois-Fortier: scheidsrechterlijke beslissing                                                                                                |
| Elkhan Mammadov  | -90kg (m)  | 9e        | 1e ronde: vrij 2e ronde: W van GER Lambert: waza-ari 3e ronde: V van KOR Dae-Nam: yuko                                                                            |
| Elmar Gasimov    | -100kg (m) | 7e        | 1e ronde: vrij 2e ronde: W van KAZ Rakov: yuko 3e ronde: W van GEO Zjorzjoliani: yuko kwartfinale: V van KOR Hee-Tae: yuko herkansingen: V van UZB Sayidov: ippon |
|                  |            |           | |
| Kifayat Gasimova | -57kg (v)  | 9e        | 1e ronde: vrij 2e ronde: V van JPN Matsumoto: yuko |
| Ramila Yusubova  | -57kg (v)  | 9e        | 1e ronde: W van TKM Hayytbaeva: waza-ari 2e ronde: V van KOR Da-Woon: ippon                                                                                       |

### Kanovaren
| Olympiër                          | Onderdeel     | Resultaat | Prestatie                                      |
| --------------------------------- | ------------- | --------- | ---------------------------------------------- |
| Valentin Demyanenko               | C-1 200m (m)  | 25e       | serie 1: 7e 44,194                             |
| Sergey Bezugliy Maksim Prokopenko | C-2 1000m (m) | 4e        | serie 2: 1e in 3.38,042 finale: 4e in 3.37,219 |

### Paardensport
| Olympiër                 | Onderdeel      | Resultaat      | Prestatie                                                                      |
| Springconcours           | Springconcours | Springconcours | Springconcours                                                                 |
| ------------------------ | -------------- | -------------- | ------------------------------------------------------------------------------ |
| Jamal Rahimov op Warrior | individueel    | 60e            | kwalificatie: 1e ronde: 53e met 5 strafpunten 2e ronde: 60e met 13 strafpunten |

### Roeien
| Olympiër              | Onderdeel | Resultaat | Prestatie                                                                                                 |
| --------------------- | --------- | --------- | --- |
| Aleksandr Aleksandrov | skiff (m) | 5e        | serie 3: 2e in 6.49,81 kwartfinale 2: 3e in 6.56,36 halve finale 2: 3e in 7.20,80 finale: 5e in 7.09,42   |
|                       |           |           | |
| Natalya Mustafayeva   | skiff (v) | 12e       | serie 2: 2e in 7.46,01 kwartfinale 4: 3e in 8.00,26 halve finale 2: 6e in 8.06,83 finale B: 6e in 8.23,64 |

### Schermen
| Olympiër      | Onderdeel | Resultaat | Prestatie                                                             |
| ------------- | --------- | --------- | --------------------------------------------------------------------- |
| Sabina Mikina | sabel (m) | 17e       | 1e ronde: W van GER Bujdoso: 16-13 2e ronde: V van UKR Charlan: 10-15 |

### Schietsport
| Olympiër       | Onderdeel            | Resultaat | Prestatie                                             |
| -------------- | -------------------- | --------- | ----------------------------------------------------- |
| Irada Ashumova | 25m pistool (v)      | 23e       | kwalificatie: 23e met 578 punten (97-96-94-100-95-96) |
| Irada Ashumova | 10m luchtpistool (v) | 39e       | kwalificatie: 39e met 372 punten (96-93-90-93)        |

### Taekwondo
| Olympiër       | Onderdeel | Resultaat | Prestatie                                                            |
| -------------- | --------- | --------- | -------------------------------------------------------------------- |
| Ramin Azizov   | -80kg (m) | 9e        | voorronde: W van USA López 3-2 kwartfinale: V van ITA Sarmiento: 1-2 |
|                |           |           |                                                                      |
| Farida Azizova | -67kg (v) | 11e       | voorronde: V van CAN Sergerie: 0-1                                   |

### Wielersport
| Olympiër       | Onderdeel        | Resultaat | Prestatie      |
| -------------- | ---------------- | --------- | -------------- |
| Elena Tchalykh | tijdrit (v)      | 20e       | 41.47,06       |
| Elena Tchalykh | wegwedstrijd (v) | DNF       | niet gefinisht |

### Worstelen
| Olympiër             | Onderdeel   | Resultaat   | Prestatie |
| Vrije stijl          | Vrije stijl | Vrije stijl | Vrije stijl |
| -------------------- | ----------- | ----------- | --- |
| Toghrul Asgarov      | -60 kg (m)  | Goud        | kwalificatie: vrij 1e ronde: W van GER Schleicher: 3-1 kwartfinale: W van JPN Yumoto: 3-1 halve finale: W van USA Scott: 3-0 finale: W van RUS Kudukhov: 3-0                 |
| Jabrayil Hasanov     | -66 kg (m)  | 5e          | kwalificatie: vrij 1e ronde: W van BUL Bazan: 3-1 kwartfinale: W van BLR Shabanau: 3-1 halve finale: V van JPN Yonemitsu: 0-3 bronzen finale: V van CUB López: 1-5           |
| Ashraf Aliyev        | -74 kg (m)  | 9e          | kwalificatie: W van JPN Takatani: 3-0 2e ronde: V van RUS Tsargush: 1-3 |
| Sharif Sharifov      | -84 kg (m)  | Goud        | kwalificatie: vrij 1e ronde: W van TUR Bölükbaşı: 3-1 kwartfinale: W van USA Herbert: 3-1 halve finale: W van IRI Lashgari: 3-1 finale: W van PUR Espinal: 3-1               |
| Khetag Gazyumov      | -96 kg (m)  | Brons       | kwalificatie: vrij 1e ronde: W van BLR Sheikhau: 3-0 kwartfinale: V van UKR Andriitsev: 1-3 herkansingen: W van TJK Iskandari: 3-1 bronzen finale: W van IRI Yazdani: 5-0    |
| Jamaladdin Magomedov | -120 kg (m) | 16e         | kwalificatie: V van RUS Makhov: 0-3 |
|                      |             |             | |
| Mariya Stadnik       | -48 kg (v)  | Zilver      | kwalificatie: vrij 1e ronde: W van USA Chun: 3-0 kwartfinale: W van POL Matkowska: 3-1 halve finale: W van UKR Merleni: 3-0 finale: V van JPN Obara: 1-3                     |
| Yuliya Ratkevich     | -55 kg (v)  | Brons       | kwalificatie: vrij 1e ronde: W van GRE Prevolaraki: 3-0 kwartfinale: V van JPN Yoshida: 0-3 herkansingen: W van USA Campbell: 3-0 bronzen finale: W van RUS Zholobova: 3-1   |
| Grieks-Romeins       |             |             | |
| Rovshan Bayramov     | -55 kg (m)  | Zilver      | kwalificatie: W van RUS Semenov: 3-0 1e ronde: W van USA Mango: 3-0 kwartfinale: W van CHN Shujin: 3-0 halve finale: W van KOR Gyu-Jin: 3-0 finale: V van IRI Sourian: 0-3   |
| Hasan Aliyev         | -60 kg (m)  | 5e          | kwalificatie: vrij 1e ronde: W van NOR André Berge: 3-1 kwartfinale: W van KOR Jihyun: 3-0 halve finale: V van GEO Lasjchi: 1-3 bronzen finale: V van RUS Kuramagomedov: 0-3 |
| Emin Ahmadov         | -74 kg (m)  | Brons       | kwalificatie: vrij 1e ronde: W van CRO Žugaj: 3-0 kwartfinale: W van GEO Datoenasjvili: 3-0 halve finale: V van ARM Julfalakyan: 0-3 bronzen finale: W van BLR Kikiniou: 3-1 |
| Saman Tahmasebi      | -84 kg (m)  | 11e         | kwalificatie: vrij 1e ronde: V van GEO Gegesjidze: 1-3 |
| Shalva Gadabadze     | -96 kg (m)  | 10e         | kwalificatie: vrij 1e ronde: V van RUS Totrov: 1-3 herkansingen: V van SWE Lidberg: 1-3                                                                                      |

### Zwemmen
| Olympiër            | Onderdeel            | Resultaat | Prestatie              |
| ------------------- | -------------------- | --------- | ---------------------- |
| Yevgeniy Lazuka     | 100m vlinderslag (m) | 38e       | serie 2: 6e in 53,86   |
|                     |                      |           |                        |
| Oksana Hatamkhanova | 100m schoolslag (v)  | 44e       | serie 1: 4e in 1.25,52 |

Afghanistan · Albanië · Algerije · Amerikaanse Maagdeneilanden · Amerikaans-Samoa · Andorra · Angola · Antigua en Barbuda · Argentinië · Armenië · Aruba · Australië · Azerbeidzjan · Bahama's · Bahrein · Bangladesh · Barbados · België · Belize · Benin · Bermuda · Bhutan · Bolivia · Bosnië en Herzegovina · Botswana · Brazilië · Britse Maagdeneilanden · Brunei · Bulgarije · Burkina Faso · Burundi · Cambodja · Canada · Centraal-Afrikaanse Republiek · Chili · China · Chinees Taipei · Colombia · Comoren · Congo-Brazzaville · Congo-Kinshasa · Cookeilanden · Costa Rica · Cuba · Cyprus · Denemarken · Djibouti · Dominica · Dominicaanse Republiek · Duitsland · Ecuador · Egypte · El Salvador · Equatoriaal-Guinea · Eritrea · Estland · Ethiopië · Fiji · Filipijnen · Finland · Frankrijk · Gabon · Gambia · Georgië · Ghana · Grenada · Griekenland · Groot-Brittannië · Guam · Guatemala · Guinee · Guinee‑Bissau · Guyana · Haïti · Honduras · Hongarije · Hongkong · Ierland · IJsland · India · Indonesië · Irak · Iran · Israël · Italië · Ivoorkust · Jamaica · Japan · Jemen · Jordanië · Kaaimaneilanden · Kaapverdië · Kameroen · Kazachstan · Kenia · Kirgizië · Kiribati · Koeweit · Kroatië · Laos · Lesotho · Letland · Libanon · Liberia · Libië · Liechtenstein · Litouwen · Luxemburg · Macedonië · Madagaskar · Malawi · Maldiven · Maleisië · Mali · Malta · Marshalleilanden · Marokko · Mauritanië · Mauritius · Mexico · Micronesië · Moldavië · Monaco · Mongolië · Montenegro · Mozambique · Myanmar · Namibië · Nauru · Nederland · Nepal · Nicaragua · Nieuw-Zeeland · Niger · Nigeria · Noord-Korea · Noorwegen · Oeganda · Oekraïne · Oezbekistan · Oman · Oostenrijk · Oost-Timor · Pakistan · Palau · Palestina · Panama · Papoea-Nieuw-Guinea · Paraguay · Peru · Polen · Portugal · Puerto Rico · Qatar · Roemenië · Rusland · Rwanda · Saint Kitts en Nevis · Saint Lucia · Saint Vincent en Grenadines · Salomonseilanden · Samoa · San Marino · Sao Tomé en Principe · Saoedi-Arabië · Senegal · Servië · Seychellen · Sierra Leone · Singapore · Slovenië · Slowakije · Soedan · Somalië · Spanje · Sri Lanka · Suriname · Swaziland · Syrië · Tadzjikistan · Tanzania · Thailand · Togo · Tonga · Trinidad en Tobago · Tsjaad · Tsjechië · Tunesië · Turkije · Turkmenistan · Tuvalu · Uruguay · Vanuatu · Venezuela · Verenigde Arabische Emiraten · Verenigde Staten · Vietnam · Wit-Rusland · Zambia · Zimbabwe · Zuid-Afrika · Zuid-Korea · Zweden · Zwitserland · Onafhankelijke atleten